# Джандали, Малек
Малек Джандали (араб. مالك جندلي‎; англ. Malek Jandali;  25 декабря 1972) — американский пианист и музыкант сирийского происхождения. Он является основателем организации «Pianos for Peace». Джандали также является членом Американского общества композиторов, авторов и издателей (на английском языке: American Society of Composers, Authors and Publishers).

## Биография
Джандали родился в 1972 году в городке Вальдбрёль в Германии. Его детские годы прошли в Хомсе в Сирии на родине родителей, доктора Маамуна Джандали и Лины ад-Друби. У Малека Джандали есть брат Рами и двоюродная сестра Мона Симпсон, писательница и преподаватель английского языка в Калифорнийском университете в Лос-Анджелесе.
Джандали начал свою музыкальную карьеру в качестве классического пианиста после учебы в Высшем институте музыки в Дамаске у Виктора Бунина, преподавателя Московской консерватории имени Чайковского. Джандали занял первое место на Сирийском национальном конкурсе молодых исполнителей в 1988 году, а в 1995 году получил стипендию для обучения в Школе искусств Северной Каролины под руководством американского пианиста Эрика Ларсена. В 2004 году Джандали получил степень магистра Университета Квинс в Шарлотте, где он учился у Пола Нича. Джандали был также отмечен как "Выдающийся музыкальный исполнитель". В округе Шарлотт он занимал пост органиста и руководителя хора католической церкви Святого Иакова в городе Конкорд. Джандали изучал композицию и оркестровку у Эдди Хорста, Гарри Булоу, Лоуренса Диллона и Ричарда Прайора.

## Музыкальное творчество
Джандали часто рисует, чтобы поддержать свое вдохновение при создании музыкальных произведений. Его композиции варьируют от сольных инструментальных пьес до камерной музыки и произведений для больших ансамблей или оркестров. Он проявляет особый интерес к арабской музыке и сочетает макамат с западной гармонией в своих фортепианных и оркестровых композициях. Композиции Джандали не только объединяют ближневосточные музыкальные стили с западными классическими формами, они перекликаются с призывом ЮНЕСКО сохранить и защитить богатое культурное наследие Сирии и Великого Шелкового пути в то время, когда оно находится под угрозой уничтожения. В свои композиции Джандали включает древние мелодии из Алеппо, Дамаска и других культурных центров расположенных в древности на Шелковом пути.
Джандали выступал со своими музыкальными композициями на таких значимых мировых подиумах как Штаб-квартира ООН в Нью-Йорке, Университет Райса, Карнеги-холл и в таких метрополиях как Лондон, Каир, Дамаск, Париж, Стамбул.

## Дискография

### Альбомы
- Echoes from Ugarit, 2009
- Emessa (Homs), 2012
- Syrian Symphony, 2014
- SoHo, 2015

### Синглы
- Watani Ana, 2011
- Syria – Anthem of the Free, 2013
- Ya Allah (O God), 2013[14]
- The Moonlight, 2015